# Jérôme Marchand
Jérôme Marchand (1944-1990) est un journaliste français. Il est surtout connu comme grand reporter du journal Le Point.
Il a couvert sur le terrain de nombreux conflits armés au Sahara occidental, en Afrique et en Iran. Après le départ du Shah d'Iran, il a été un des rares journalistes à accompagner dans son voyage de retour en Iran l'iman Rouhollah Khomeini qui venait de quitter son asile de Neauphle-le-Château.
Il est mort des suites d'un accident d'automobile aux États-Unis.
Homonyme de Jérôme Marchand, coauteur avec Jean de Tonquedec de Marchand d'armes, chez Flammarion (2003).